# Glenn Turner
Glenn Turner, né le 1er mai 1984 à Bowral, est un joueur australien de hockey sur gazon.

## Palmarès
- Médaille de bronze aux Jeux olympiques de Londres en 2012[1]